# Bladość
Bladość – efekt spowodowany zmniejszeniem ilości oksyhemoglobiny w naczyniach krwionośnych skóry lub błon śluzowych, który może wynikać z choroby, wstrząsu emocjonalnego, stresu, unikania światła słonecznego, bądź też niedokrwistości. Bladość może mieć podłoże genetyczne. Jest najlepiej widoczna na twarzy i dłoniach. W zależności od przyczyny może pojawić się nagle lub stopniowo.
Bladość ma istotne znaczenie kliniczne jeśli jest uogólniona (obejmuje zarówno powłoki skórne jak i błony śluzowe). Bladość należy odróżniać od podobnego objawu - hipopigmentacji (utrata pigmentu skóry).
Blada skóra występuje częściej u osób pochodzących z krajów Europy północnej.

## Możliwe przyczyny
- śmierć (bladość pośmiertna)
- atak migreny lub ból głowy
- wrodzona genetycznie
- reakcja emocjonalna, np. strach, zażenowanie, żal
- anemia (z powodu utraty krwi, niedożywienia, chorób powodujących jej objawy)
- szok, sytuacja krytyczna powodowana przez chorobę lub uraz
- odmrożenie
- nowotwór złośliwy
- białaczka
- choroba serca
- niedoczynność tarczycy
- niedoczynność przysadki
- szkorbut
- gruźlica
- deprywacja snu